# ثنائيو الجنس في التاريخ
تشير ثنائية الجنس - عند البشر والحيوانات - إلى الاختلافات في الخصائص الجنسية بما في ذلك الكروموسومات أو الغدد التناسلية أو الهرمونات الجنسية أو الأعضاء التناسلية التي «لا تتناسب مع المفاهيم الثنائية النموذجية لأجسام الذكور أو الإناث» وفقًا لمكتب المفوضية السامية للأمم المتحدة لحقوق الإنسان. سُمي ثنائيو الجنس بأسماء عدة عبر التاريخ كالمخنثين أو «المخصيين خلقيًا» أو حتى «باردو الجنس» خلقيًا. لم تعد مثل هذه المصطلحات محبذةً، وتعتبر الآن مضللة ووصمة.
اختلفت معاملة ثنائيي الجنس باختلاف الثقافات. كان وجود ثنائيي الجنس معروفًا للعديد من الثقافات والأنظمة القانونية القديمة وما قبل الحديثة، سواء عوملوا بتسامح أو كانوا مقبولين اجتماعيًا من قبل ثقافة معينة، وهناك العديد من الروايات التاريخية حول ذلك.

## التاريخ القديم

### سومر
خلقت نينمه الإلهة الأم البشرية من الطين، وفق أسطورة الخلق السومرية منذ أكثر من 4000 عام تتفاخر أنها تحدد المصير - سواء كان جيدًا أو سيئًا - لكل ما تخلقه:
أجاب إنكي نينمه: «سأوازن أي قدر تقرريه سواء كان جيدًا أو سيئًا».
أخذت نينمه الطين من قمة الأبزو [أب: ماء، زو: البعيد] في يدها وصنعت منه أولاً رجلاً لا يستطيع ثني يديه الممدودتين الضعيفتين. نظر إنكي إلى الرجل الذي لا يستطيع ثني يديه الممدودتين الضعيفتين، وحدد مصيره: عينه خادمًا للملك. (خُلق ثلاثة رجال وامرأة واحدة وفق بيولوجيا غير نمطية، ومنح إنكي كلًا منهم أشكالًا مختلفة من الأوضاع لضمان احترام تفردهم).
سادساً: خلقت شخصًا ليس على بدنه قضيب ولا مهبل. نظر إنكي إلى الشخص الذي لا يوجد على جسده قضيب ولا مهبل وأعطاه اسم نيبرو، وحدد مصيره بالوقوف أمام الملك.

### الإسلام القديم
تناولت سجلات الأحكام الشرعية الإسلامية بحلول القرن الثامن الميلادي، الأفراد المعروفين باللغة العربية باسم الخنثى. استُخدم هذا المصطلح، لوصف الأفراد الذين يختبرون مجموعة من حالات ثنائية الجنس، بما في ذلك خلل الغدد التناسلية المختلطة، والإحليل التحتي عند الذكور، ومتلازمة عدم الحساسية الجزئية للأندروجين، ونقص مختزلة 5-ألفا، وعدم التنسج التناسلي، وفرط تنسج الكظرية الخلقي.
حُدد الميراث في الشريعة الإسلامية على أساس الجنس، لذلك كان من الضروري في بعض الأحيان محاولة تحديد الجنس البيولوجي للورثة الغامضين جنسيًا. تُنسب أول حالة مسجلة من هذا النوع إلى عليّ الخليفة الراشدي الذي عاش في القرن السابع الميلادي، الذي حاول تسوية قضية ميراث بين خمسة أشقاء كان فيها لأحد الأخوة فتحتا بول ذكرية وأنثوية. نصح عليّ الإخوة بأن الجنس يمكن تحديده عبر موقع التبول في ممارسة تسمى الحكم المَبال. إذا خرج البول من الفتحة الذكرية، كان الفرد ذكرًا، وإذا خرج من الفتحة الأنثوية كان الفرد أنثى. إذا خرج من الفتحتين في آن واحد، كما حدث في هذه الحالة، فسيُمنح الوريث نصف ميراث الذكر ونصف ميراث الأنثى.
حكم الخبير القانوني الشافعي أبو زكريا النووي في القرن الثالث عشر الميلادي، بأن الشخص الذي لا يمكن للحكم المبال أن يحدد جنسه، مثل أولئك الذين يتبولون من الفتحتين أو الذين ليس لديهم أعضاء جنسية محددة، حُدّدوا بفئة الجنس الوسيط خنثى مُشكل.
أدرك مشرّعو الحنفية والحنبلية أيضًا أن البلوغ يمكن أن يوضح الجنس المهيمن الجديد عند ثنائيي الجنس الذين صُنّفوا بفئة الخنثى أو الذكور أو الإناث في مرحلة الطفولة. إذا تطور عند الخنثى أو الذكر خصائص جنسية ثانوية أنثوية، أو مارس الجنس المهبلي، أو تشكل لديه حليب، أو حاض، أو حمل، يمكن أن يتغير الجنس القانوني لهذا الشخص إلى أنثى. أما إذا تطور عند الخنثى أو الأنثى خصائص جنسية ثانوية ذكورية، أو مارست الإيلاج الجنسي مع امرأة، أو كان لديها انتصاب، فقد يتغير جنسها القانوني إلى ذكر. ظهر هذا الفهم لتأثير سن البلوغ على حالات ثنائيي الجنس في الشريعة الإسلامية في وقت مبكر من القرن الحادي عشر الميلادي، ولا سيما من قبل ابن قدامة.
وجه إبراهيم الحلبي، وهو عضو في المذهب الحنفي لفقه القضاء في الإسلام، مالكي العبيد لاستخدام لغة خاصة محايدة جندريًا عند إعتاق العبيد ثنائيي الجنس. وقد أدرك أن هذه اللغة التي تعتق «الذكور» أو «الإناث» لا تنطبق عليهم مباشرة.

### اليونان القديمة
«ينظر النموذج الأبقراطي/الجالينوسي التقليدي للاختلاف الجنسي - الذي شاع من قبل الطبيب جالينوس من العصور القديمة المتأخرة والنظرية الصاعدة في معظم العصور الوسطى- إلى الجنس على أنه طيف يشمل الرجال الذكوريين، والنساء الأنثويين، والعديد من الأطياف بينهما، بما فيهم الخنثى التي هي توازن مثالي بين الذكور والإناث» وفقًا لليا ديفون.
يقارن ديفون ذلك مع وجهة النظر الأرسطية حول ثنائيي الجنس، والتي جادلت أن «المخنثين لم يكونوا جنسًا وسيطًا ولكن حالة من الأعضاء التناسلية المزدوجة أو الزائدة عن الحاجة»، وقد أثر هذا لاحقًا على الأكويني.
كان هرمافروديتس في التقليد الأسطوري شابًا جميلًا، وابنًا لهيرميس (ميركوري الروماني) وأفروديت (فينوس). كتب أوفيد السرد الأكثر تأثيرًا، عن كيف أصبح هرمافروديتس خنثويًا، مؤكداً أنه على الرغم من أن الشاب الوسيم كان على أعتاب مرحلة البلوغ الجنسي، إلا أنه رفض الحب كما فعل نركسوس، وبالمثل في موقع بركة عاكسة، حيث رأته حورية الماء سالماسيس ورغبت به. رفضها، وتظاهرت بالانسحاب حتى بعد أن اعتقد نفسه وحيدًا، خلع ملابسه ليستحم في مياهها، ثم ألقت بنفسها عليه، ودعت ألا يفترقوا أبدًا. وافقت الآلهة على هذا الطلب، وبعد ذلك احتوى جسد هرمافروديتس على ذكر وأنثى.
من المفترض نتيجةً لذلك أن الرجال الذين شربوا من مياه نبع سالماسيس «نمت عندهم خطيئة النجاسة الجنسية». تشارك أسطورة هيلاس، الرفيق الشاب لهرقل الذي اختطفته حوريات الماء، مع هرمافروديتس ونركسوس موضوع الأخطار التي تواجه الذكر المراهق الجميل وهو ينتقل إلى الرجولة البالغة، مع نتائج متفاوتة لكل منهما.